# Taiki, Mie
Taiki (大紀町 Taiki-chō) là thị trấn thuộc huyện Watarai, tỉnh Mie, Nhật Bản. Tính đến ngày 1 tháng 10 năm 2020, dân số ước tính thị trấn là 7.815 người và mật độ dân số là 33 người/km2. Tổng diện tích thị trấn là 233,3 km2.

## Địa lý

### Đô thị lân cận
- Mie
  - Watarai
  - Minamiise
  - Kihoku
  - Ōdai

## Giao thông

### Đường sắt
JR Tōkai – Tuyến Kisei chính
- Aso - Ise-Kashiwazaki - Ōuchiyama - Umegadani

### Cao tốc/Xa lộ
- Cao tốc Kisei
- Quốc lộ 42}
- Quốc lộ 260